# Hayakawa Senkichirō
Hayakawa Senkichirō est un nom japonais traditionnel ; le nom de famille (ou le nom d'école), Hayakawa, précède donc le prénom (ou le nom d'artiste).
Pour les articles homonymes, voir Hayakawa (homonymie).
Hayakawa Senkichirō (早川 千吉郎), né le 5 août 1863 et mort le 14 octobre 1922, est un bureaucrate, homme politique et entrepreneur japonais de la fin de l'ère Meiji et du début de l'ère Taishō. Il est principalement connu pour son implication dans le développement de la Société des chemins de fer de Mandchourie du Sud.

## Biographie
Hayakawa naît à Kanazawa, dans la préfecture d'Ishikawa. Il obtient un diplôme de droit à l'université impériale de Tokyo en 1887. En janvier 1890, il est embauché par le ministère des Finances, puis il devient administrateur à la Banque du Japon en 1899.
Il quitte le secteur public et devient directeur de la banque Mitsui en 1901 puis président de son conseil d'administration en 1909. Il devient vice-directeur du zaibatsu Mitsui Gomei lors de la création de celui-ci par la fusion de la banque Mitsui et Mitsui Trading en 1918. Il quitte ce conglomérat l'année suivante pour devenir directeur de la a
banque de Chosen. Il est ensuite nommé membre de la Chambre des pairs du Japon de 1920 à 1922. En mai 1921, il devient le Président de la Société des chemins de fer de Mandchourie du Sud, mais il meurt d'un accident vasculaire cérébral en octobre 1922.
Hayakawa est un ami proche de Nitobe Inazō et Tsuda Umeko. Il soutient leur effort de promotion de l'éducation des femmes au Japon en créant une œuvre caritative.
Hayakawa est un bouddhiste laïque ; il étudie auprès de l'abbé zen Suzuki Daisetsu à Engaku-ji. À Tokyo, il fonde le Kochokan, une pension de famille pour étudiants d'ascendence samouraï originaires de la préfecture d'Ishikawa.

## Sources
- (en) Cet article est partiellement ou en totalité issu de l’article de Wikipédia en anglais intitulé « Hayakawa Senkichirō » (voir la liste des auteurs).

- (en) Morikawa Hidemasa, The Organizational Structure of the Mitsubishi and Mitsui Zaibatsu 1968-1922, université Hōsei
- (en) Makoto Kasuya, Coping with crisis : international financial institutions in the interwar period, Oxford/New York/Auckland etc., Oxford University Press, 2000, 235 p. (ISBN 0-19-925931-3, lire en ligne), p. 87
- (en) Janine Anderson Sawada, Practical Pursuits : Religion, Politics, and Personal Cultivation in Nineteenth Century Japan, Honolulu, University of Hawaii Press, 2004, 387 p. (ISBN 0-8248-2752-X, lire en ligne)